# Silene caucasica
Silene caucasica är en nejlikväxtart som först beskrevs av Bge., och fick sitt nu gällande namn av Boiss. Silene caucasica ingår i släktet glimmar, och familjen nejlikväxter. Inga underarter finns listade i Catalogue of Life.

## Bildgalleri

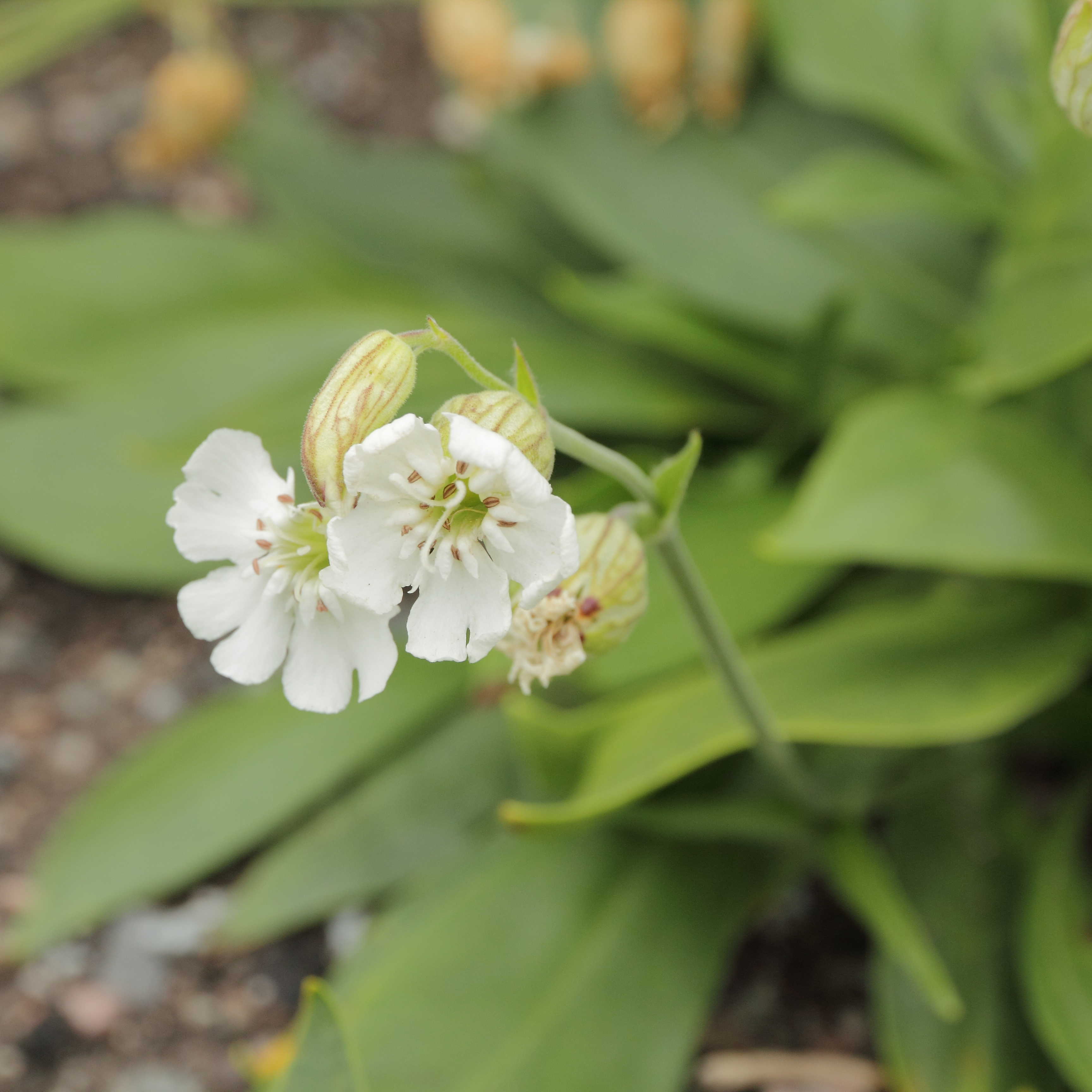
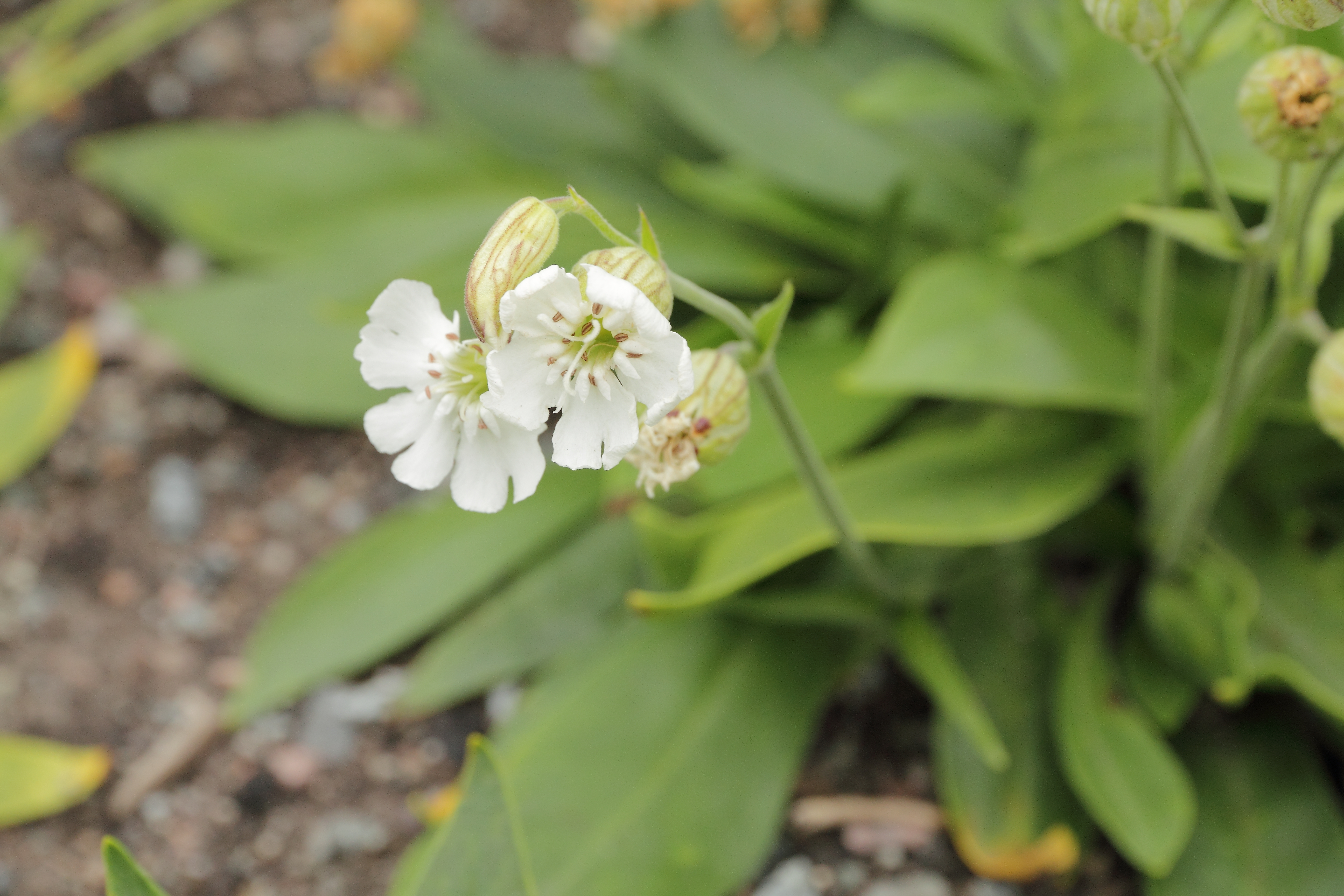